# Niphargus pescei
Niphargus pescei is een vlokreeftensoort uit de familie van de Niphargidae. De wetenschappelijke naam van de soort is voor het eerst geldig gepubliceerd in 1984 door G. Karaman.